# Håkan Bergkvist

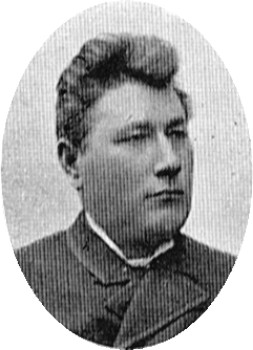
Håkan Bergkvist

Håkan Bengtsson Bergkvist, född 11 november 1853 i Öveds socken, död 26 april 1923 i Stockholm, var en svensk byggmästare.

## Biografi
Bergkvist studerade vid Slöjdskolan i Stockholm 1870–1873 och godkändes den 21 februari 1891 av byggnadsnämnden i Stockholm som byggmästare. Han uppförde en lång rad byggnader i Stockholm under 1800-talets slut och 1900-talets början, ofta i samarbete med arkitektkontoret Hagström & Ekman och byggherren, grosshandlaren Per S. Bocander. Fram till 1887 arbetade han tillsammans med byggmästaren Sven Fritiof Wennerholm.
Bland hans arbeten märks Bocanderska palatset (Birger Jarlsgatan 15) som är blåmärkt av Stadsmuseet i Stockholm vilket innebär "att bebyggelsen bedöms ha synnerligen höga kulturhistoriska värden". Bergkvist fann sin sista vila på Norra begravningsplatsen där han gravsattes den 3 april 1923.

## Uppförda byggnader (urval)

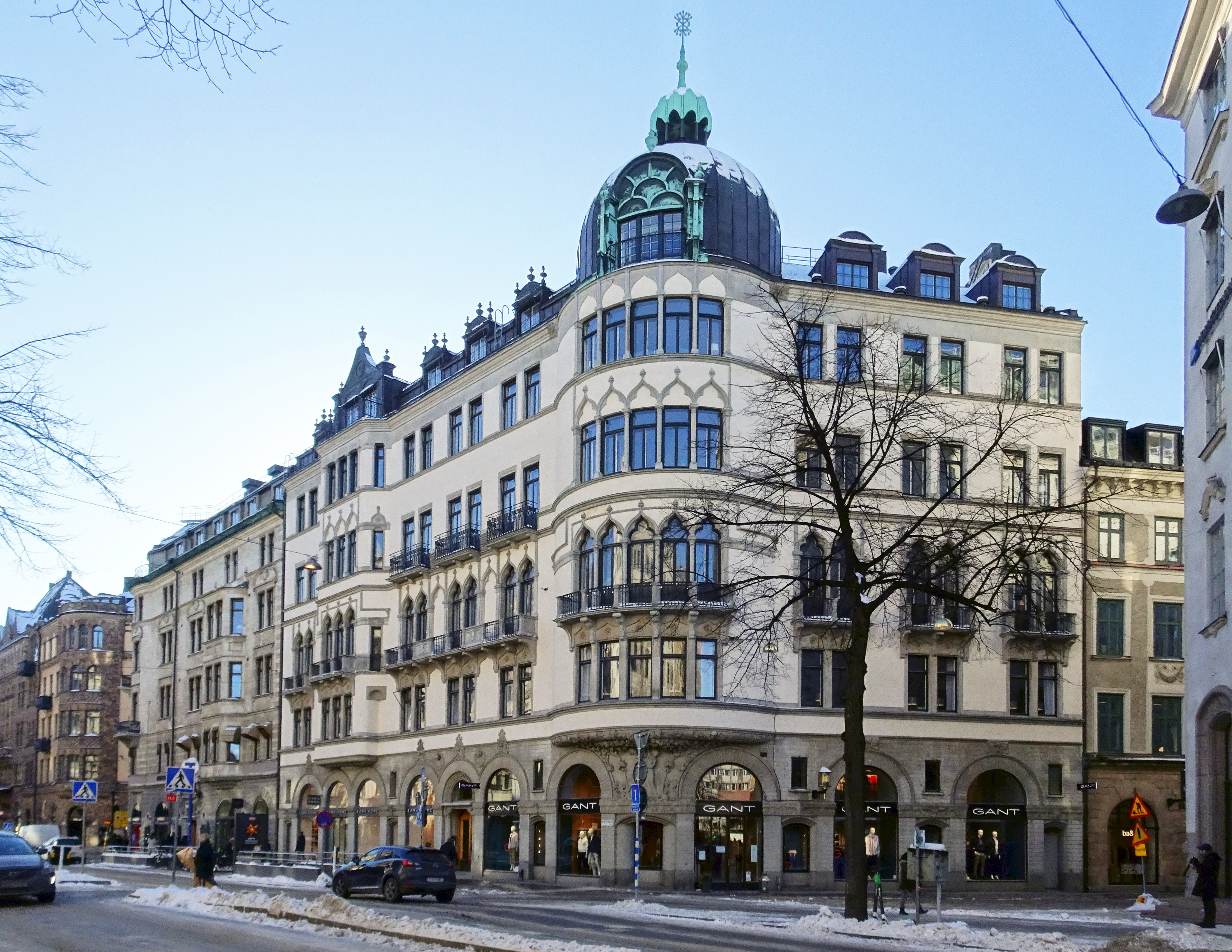
Pumpstocken 12, Birger Jarlsgatan 15.

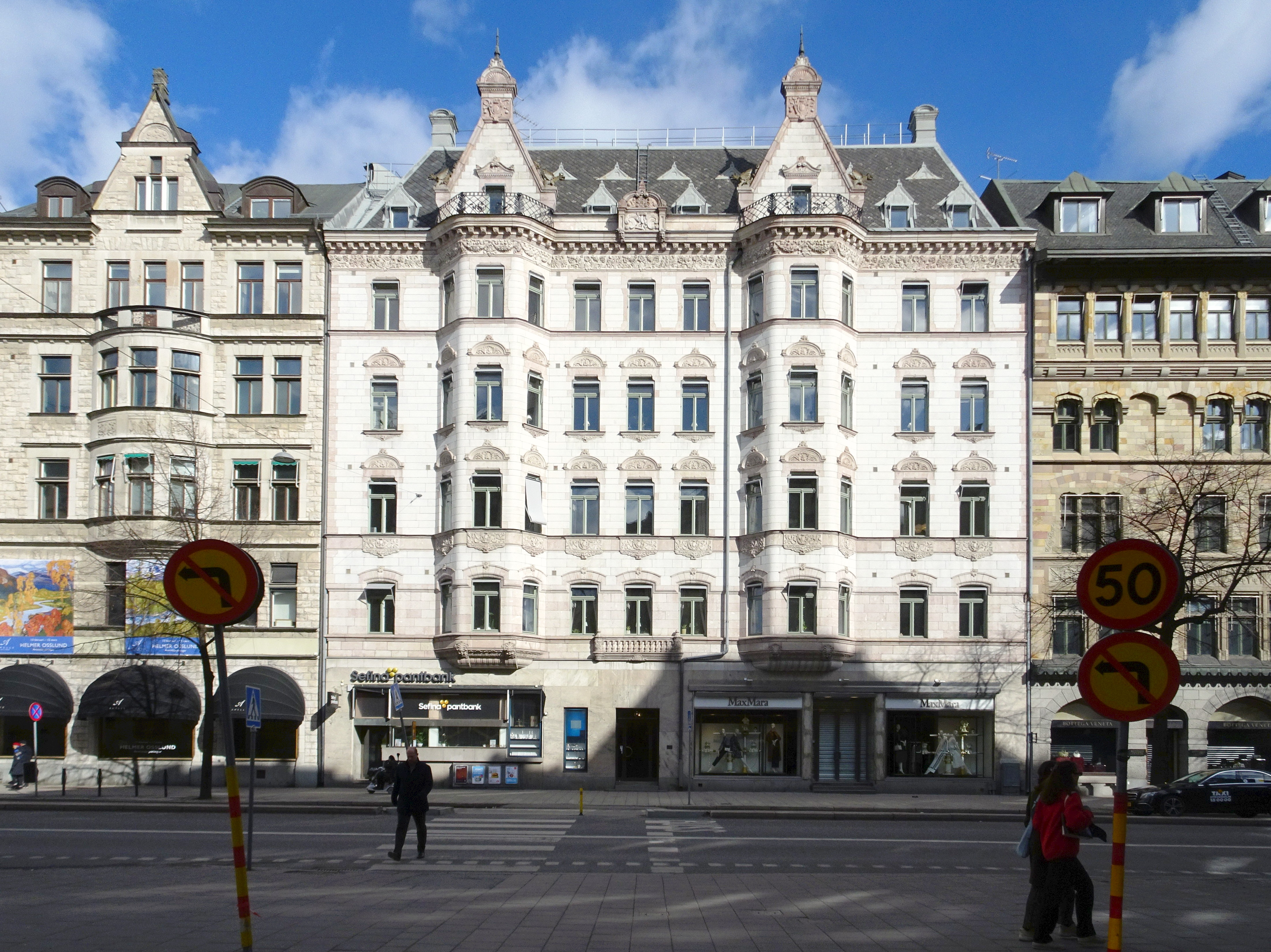
Styckjunkaren 6, Birger Jarlsgatan 12.

Här uppges ursprungliga, vid tiden gällande gatuadresser och fastighetsbeteckningar.
Tillsammans med Sven Fritiof Wennerholm
- Planeten 4 (Kungstensgatan 60), 1885.
- Adlern mindre 16 (Vegagatan 8), 1886-1887.
- Björken 13 (Floragatan 18), 1886-1887.
- Väduren 6 (Roslagsgatan 18), 1887.
- Renen 23 (Brahegatan 58), 1887.

I egen regi
- Ädelman mindre 20 (Grevgatan 6-8), 1894-1895.
- Styckjunkaren 6 (Birger Jarlsgatan 12), 1895-1897.
- Grannarne 1 (Kommendörsgatan 34), 1897-1898.
- Sperlingens Backe 56, även känd som "Ostermans marmorhallar" (Birger Jarlsgatan 18), 1899-1900.
- Rännilen 11 (Biblioteksgatan 8), 1899-1900.
- Vattuormen 10 (Norr Mälarstrand 34), 1902-1903.
- Kejsarkronan 7, även kallad "Vasakronan", (Upplandsgatan 54), 1904-1905.
- Pumpstocken 12, även kallad "Bocanderska palatset", (Birger Jarlsgatan 15), 1905-1908.